# Купферберг
Купферберг (нім. Kupferberg) — місто в Німеччині, розташоване в землі Баварія. Підпорядковується адміністративному округу Верхня Франконія. Входить до складу району Кульмбах. Складова частина об'єднання громад Унтерштайнах.
Площа — 8,28 км2. Населення становить 1067 ос. (станом на 31 грудня 2020).
Важливий середньовічний осередок видобутку міді.

## Галерея

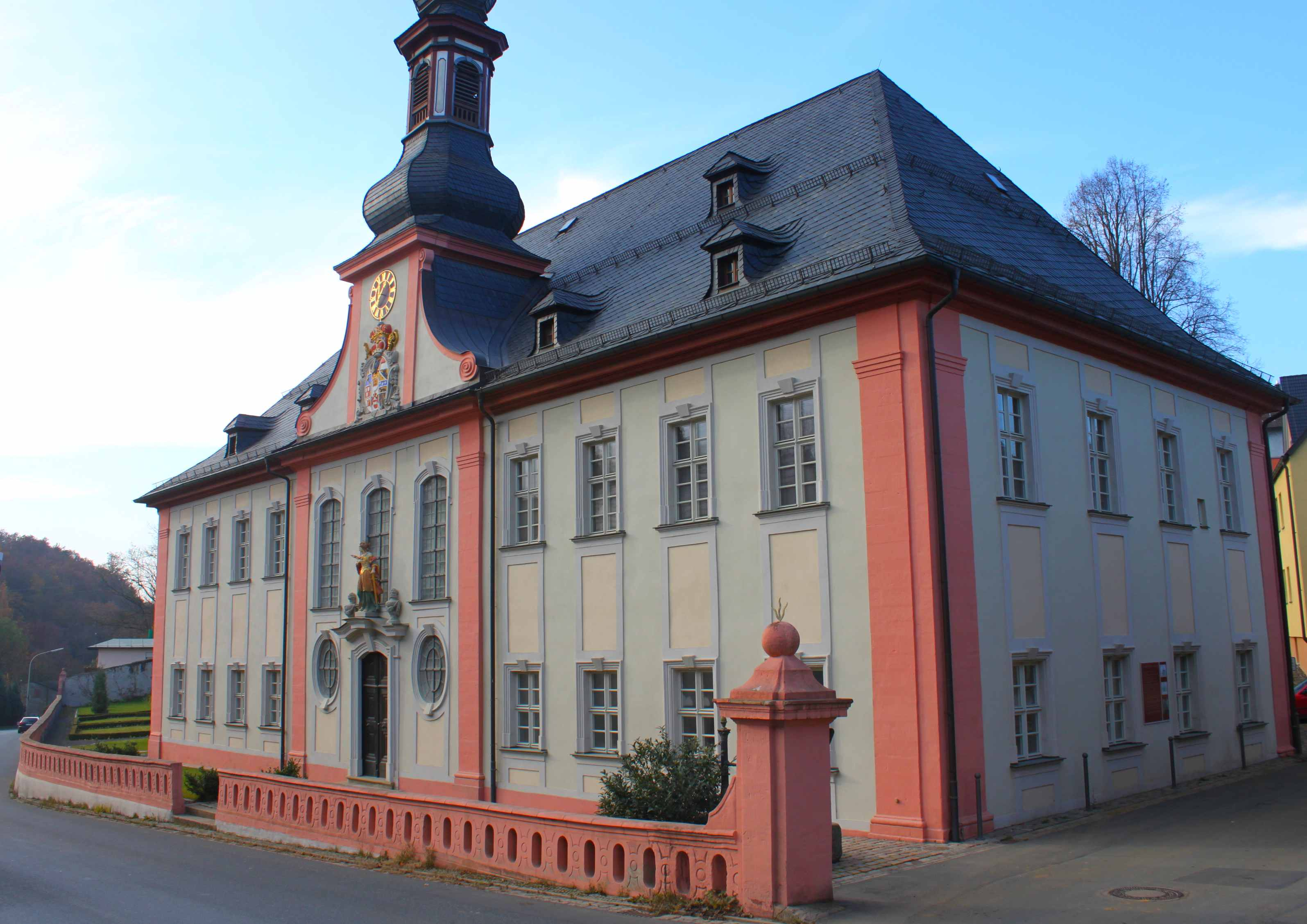